# مجلس شيوخ فرجينيا
مجلس شيوخ فرجينيا (بالإنجليزية: Senate of Virginia)‏ هو مجلس شيوخ ولاية فرجينيا الأمريكية، يقع المقر الرئيسي له في Virginia State Capitol ‏، وهو المجلس الأعلى في جمعية فرجينيا العامة.

## طالع أيضًا
- جمعية فرجينيا العامة